# John Braspennincx
John Braspennincx (Hoogstraten, Bèlgica, 24 de maig de 1914 - Zundert, 7 de gener de 2008) va ser un ciclista neerlandès que fou professional entre 1937 i 1952.
El seu èxit més important foren les dues victòries al Campionat nacional en ruta.
Era cosí de Janus Braspennincx.

## Palmarès
- 1936
  - Campió dels Països Baixos en ruta per independents
  - 1r a Roosendaal
- 1937
  -  Campió dels Països Baixos en ruta
  - 1r a Tongeren
- 1938
  - 1r a Mere
  - 1r a Sint-Katelijne-Waver
  - 1r a Roosendaal
- 1942
  -  Campió dels Països Baixos en ruta
- 1949
  - 1r a la Acht van Chaam
  - 1r a Amsterdam
  - 1r a la Ronde van Made

### Resultats al Tour de França
- 1937. Abandona